# 亨利·卡蒂埃-布列松
亨利·卡蒂埃-布列松（法語：Henri Cartier-Bresson，發音：[ɑ̃ʁi kaʁtje bʁɛsɔ̃]；1908年8月22日—2004年8月3日），法国具代表性的摄影家。年少時學習繪畫，1930年開始加入攝影創作，1931年广泛游历各地，作品也开始在报纸、杂志、书籍上陆续发表。偏愛黑白攝影，喜愛徕卡135旁轴相機與50mm標準鏡頭，反對裁剪照片與使用閃光燈，認為不應干涉現場光線，被誉为20世纪最伟大的摄影家之一，也是现代新闻摄影的创立人。他是馬格蘭攝影通訊社的創辦者，其「决定性瞬间」的摄影理论影响後世。

## 生平

### 童年

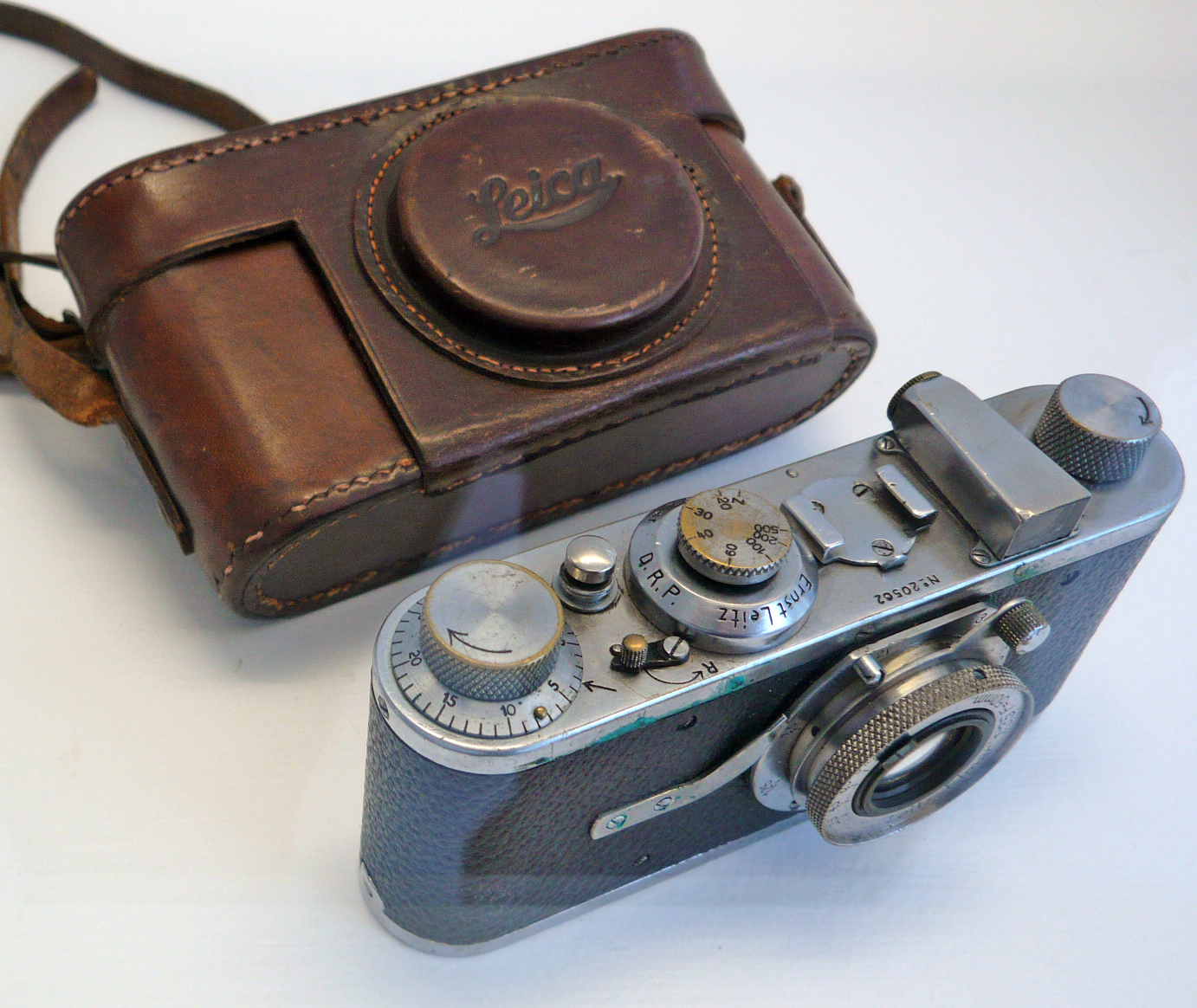
布列松的第一部徕卡相机

亨利·卡蒂埃-布列松生于法国巴黎近郊的布里地区尚特卢。他是家里五个孩子中的老大。 他的父亲是个较为富裕的纺织厂主，母亲的家族经营着棉花经销的生意，并且是诺曼底地区的地主。宽松的家庭环境提供了他比同龄人更多的便利，资金的支持培养了他在摄影上的兴趣。童年的布列松进入了巴黎的École Fénelon教会学校。经过了一番并不成功的音乐学习后，他的画家叔父路易（Louis）开始教小布列松学习油画。但学习很快因当路易在一战中去世而告停。

### 早年

驱使布列松走上摄影之路的作品——芒卡西的名作《坦噶尼喀湖的三个男孩》

1927年，19岁的布列松进入了一所私立艺术学校和洛特学院（立体主义艺术家安德烈·洛特在巴黎的工作室）。
1928到1929年，布列松进入剑桥学习英国艺术和文学。1930年，布列松进入巴黎近郊的勒布爾熱基地开始服兵役。1931年，布列松前往法属殖民地科特迪瓦。在非洲的岁月使他一度患病，健康也受到严重影响。尽管布列松携带了一部小型照相机，但也只有7张照片保存了下来。
1931年回到法国马赛后，布列松的健康状况逐渐好转并恢复。在此期间，他被匈牙利摄影师）马丁·蒙卡奇在1930年所拍摄的作品所吸引——类剪影的拍摄了3个赤身非洲男孩的跑入坦噶尼喀湖的情景，被命名为「坦噶尼喀湖的三个男孩」（Three Boys at Lake Tanganyika）。同时，在马赛期间，他也获得了一部50mm镜头的徕卡相机，并在此后陪伴他多年。
此后他马不停蹄地前往柏林、布鲁塞尔、华沙、布拉格、布达佩斯和马德里。1932年，他的第一次摄影展在纽约Julien Levy Gallery展出。随后在马德里Ateneo俱乐部展出。1934年他与Manuel Álvarez Bravo共同举办一次展出。然而，在早期布列松的作品中，有关他的祖国——法国的内容却并不多见，直到多年后才渐渐呈现。
1934 年，布列松与波兰裔摄影师大衛·西蒙相识，通过西蒙，又结识了匈牙利裔摄影师罗伯特·卡帕。

### 二战期间
二战期间，布列松在德国战俘营中度过35个月。经过3次尝试后，他逃了出来，抵达巴黎并加入了地下抵抗组织。1943年，他挖出了那部他所钟爱的徕卡相机（之前被他埋在孚日省的一块农田里）。1945年他为美国当局导演了纪录片《回归》Le Retour（The Return），庆祝法国的解放。

### 战后

#### 组建玛格南
1947年春，布列松和罗伯特·卡帕、大衛·西蒙、喬治·羅傑共同组建了玛格南图片社。按照卡帕的构想，图片社是一个由他的成员共同构建的一个合作型组织。

#### 游历世界
布列松在战后1948年前往印度拍摄的甘地葬礼，以及在此后1949年前往政权更替的中国从事的摄影纪实，为他赢得了世界声誉。1949年，他分别在国民党统治大陆最后的6个月和共产党取得政权后的6个月内从事了大量拍摄活动，在北京记录下了最后一批太监的影像，并见证了北京新政权的建立。此后又前往荷属东印度，拍摄纪录了印尼的独立。最终，布列松的摄影之路引领着他游历了世界——墨西哥、加拿大、美国、印度、日本等诸多国家和地区。1954年蘇聯領袖斯大林逝世后，他成为第一个被允许进入苏联的西方摄影记者。1955年，布列松在法国卢浮宫举办了他的第一次个人影展。
1967年，他与前妻Ratna "Elie"离婚，1970年布列松与比他小30岁的女摄影师Martine Franck结婚，1972年5月，他们的女儿Mélanie诞生。

### 晚年
1970年代，布列松逐渐退出职业摄影行业，1975后就不再有他的摄影作品出现。相反的他将更多的热情投入到私人绘画中。据他所称，他将自己的相机珍藏在家中，几乎不再使用。1975年，他在纽约Carlton Gallery 举办自己的第一个画展。
布列松基金在2003年由布列松家庭设立，用以保存和分享他的遗产。2004年8月3日，布列松在法国上普罗旺斯阿尔卑斯省塞雷斯特去世，死因没有对外公布。布列松被葬在蒙瑞斯坦附近的一处公墓中。法国总统雅克·希拉克在他逝世后，称他是“法国一位天才的摄影家、一位真正的大师、在他那代人中最具天赋并深受世人尊敬的艺术家之一”。世界各地崇敬他的人们通过各种方式表達哀思。

## 评价及影响
布列松作为《生活》的签约摄影师为其工作超过30年。他的旅行几乎没有国界，他和他的相机共同见证20世纪诸多剧变和人类景观——西班牙内战、中华民国政府在中国大陸的瓦解和共产主义的崛起、1968年巴黎学生运动、甘地遇刺、柏林墙、埃及沙漠等等。尽管他在绘画艺术上也颇有功底，但却因摄影而闻名世界，尤其是经典的“决定性瞬间”，已经成为纪实摄影的圣经。

### “决定性瞬间”
1952年，布列松的著作 《决定性瞬间》（法语：Images à la sauvette/英语：The Decisive Moment）出版。在此后，这本书几乎成为纪实摄影的圣经。法语版「Images à la Sauvette」，大意为“偷偷摸摸地，慌忙情況下的照片”，名称由布列松本人所敬仰的希腊裔法国出版家Tériade所取。英文名“决定性瞬间”则由Simon & Schuster出版社的迪克·西蒙（Dick Simon）所取。
“摄影与绘画不同，”布列松在1957年接受《华盛顿邮报》采访时说， “拍摄的那一秒是个充满创造力的瞬间，你所构建和表达的是生活本身所提供给你的，并且你必须凭直觉判断何时按下快门。按下快门的那一瞬，便是摄影师所创作的，哦……是的，就是那一瞬！一旦你错过，它将不复存在
。”

### 轶闻
作为一名摄影师，布列松却厌恶被摄，对个人隐私异常重视。有关布列松肖像的公布图片少之又少。甚至在1975年当他接受牛津大学荣誉学位时，上台领奖的他居然用一张白纸遮着自己的脸。然而，在2000年Charlie Rose的采访中，布列松对此表示他并非纯粹怕被拍，而是由于自己出名后感到非常忸怩。